# Plague of Butterflies
Plague of Butterflies ist die erste und bisher einzige EP der finnischen Death-Doom-Band Swallow the Sun.

## Entstehung

### Geschichte
Ursprünglich war Plague of Butterflies als musikalische Unterlegung eines Ballettstücks geplant. Die Grundidee hierfür entstand im Jahr 2007 während einer Nordamerika,
-Tour in New York. Dort wurden Swallow the Sun von Vertretern einer Ballettgruppe, welche die Musik der Band bereits in einigen Stücken benutzt hatten, angefragt, ob diese einen komplett neuen Song basierend auf einer vorgegebenen Handlung komponieren könnten, welcher als musikalische Begleitung des Ballettstücks verwendet werden sollte. Die Band beziehungsweise der Hauptkomponist Juha Raivio interessierte der Vorschlag sehr und sie begannen die Musik, genau angepasst an das Ballettstück zu schreiben. Nachdem der knapp 35 Minuten lange Song fertiggestellt war, wurde er als Vorschlag nach New York geschickt, worauf die Band als Antwort erhielt, sie müssten jetzt Spinefarm Records um finanzielle Unterstützung für das Mieten von Probenräumen und Personal fragen. Da die Band jedoch davon ausging, dass ihre einzige Aufgabe es war, die Musik beizusteuern, lehnten sie ab, weshalb Plague of Butterflies bis heute nicht als Ballettstück aufgeführt wurde. Man entschloss sich, Plague of Butterflies trotzdem als EP zu veröffentlichen. Um die Laufzeit noch zu verlängern, stellte man als Bonusmaterial die Out of this Gloomy Light-Demo, welches damals kaum für Fans erhältlich war, bereit. Die EP erreichte zwei Wochen lang Platz 1 der finnischen Charts und konnte Verkaufszahlen vermerken, die der EP zu einer Gold-Auszeichnung verhalfen.

### Produktion
Aufgenommen wurde Plague of Butterflies in einer relativ kurzen Zeit, da das damalige Label der Band, Spinefarm Records Plague of Butterflies mehr als Lückenfüller als eine vollwertige EP sah und der Band daher nur ein eher niedriges Aufnahme Budget zur Verfügung stellte. Aufgrund des Zeitdrucks mussten viele Instrumente auch eher provisorisch aufgenommen werden, was laut Mikko Kotamäki vor allem beim Gesang zu hören sei:

“Plague of butterflies features quite a number of different kinds of vocal delivery, but i still think i laid down my parts in a single day. I simply didn't have more time on hand. I haven't listened to Plague in ages, but i guess you can tell from the outcome that vocal parts have been recorded in a real hurry.”

„In Plague of Butterflies gibt es eine ganze Reihe von verschiedenen Arten von Gesang, aber ich glaube, ich habe meine Parts an einem einzigen Tag aufgenommen. Mehr Zeit hatte ich einfach nicht zur Verfügung. Ich habe mir Plague schon ewig nicht mehr angehört, aber ich denke, man kann am Ergebnis erkennen, dass die Gesangsparts in großer Eile aufgenommen wurden.“

Aufgenommen und produziert wurde die EP in den Biotech Audio Solution-Studios in Vaasa und von Sami 'Hannu' Koivisto produziert und abgemischt. Das Albumcover wurde von Minja Revonkorpi entworfen und das Layout stammt von Keyboarder Aleksi Munter. Außerdem steuerten Leeni-Maria Hovila und Sonja Koivisto weiblichen Gesang und Flüstern bei.

## Inhalt
Plague of Butterflies handelt von einem Eremit, welcher in einem Wald weit entfernt von der Zivilisation lebt, jedoch regelmäßig von einer Frau namens Evael besucht wird. Nach einem kalten Winter stoppen diese Besuche jedoch abrupt, woraufhin sich der Mann auf den Weg macht, Evael zu suchen. Als er schließlich das Dorf Evaels erreicht, muss dieser feststellen, dass das gesamte Dorf einer Plage zum Opfer gefallen ist, die von Schmetterlingen übertragen wird. Ohne Evael erscheint dem Eremit sein Leben sinnlos und die Geschichte endet mit dem Eremiten, Evael und dem Tod, die sich ein letztes Mal begegnen.

## Stil und Kritiken
Stilistisch lässt sich Plague of Butterflies dem melodischen Death Doom mit progressivem Einschlag einordnen. Neben gutturalem Gesang treten auch Passagen mit Screams und Klargesang auf, der sowohl von ruhigen Klavierpassagen als auch von „düsteren“, „orchestralen Synthesizern“ und „schwarzmetallischen“ Stellen unterlegt wird.
Einflüsse waren für Juha Raivio hauptsächlich Old-School-Progressive-Rock-Band wie unter anderem Rush oder Marillion.
| Professionelle Bewertungen | Professionelle Bewertungen |
| -------------------------- | -------------------------- |
| Kritiken                   |                            |
| Quelle                     | Bewertung                  |
| Rock Hard                  | [ 5 ]                      |
| Metal.de                   | [ 6 ]                      |

Markus Endres von Metal.de bezeichnete die EP als Höhepunkt des bisherigen Schaffens der Band. Diese weise eine Vielseitigkeit auf, die man von der Band zuvor noch nicht kannte. Durch „einfühlsame, herzzerreißende Leads, tonnenschwere Riffs, variationsreichen, gefühlvollen Gesang, von abgrundtiefen Growls, heiseren (Black-Metal-)Screams bis hin zu Klargesang“ werde die EP zu keiner Sekunde langweilig oder langatmig, sondern entwickelt eine „fesselnde, elegische, monumentale und depressive Wirkung“.
Das Rock-Hard-Magazin zieht außerdem Vergleiche zu frühen Opeth Veröffentlichung und zur Band My Dying Bride.